# Mercy (Yonne)
Mercy és un municipi francès, situat al departament del Yonne i a la regió de Borgonya - Franc Comtat. L'any 2007 tenia 73 habitants.

## Demografia

### Població
El 2007 la població de fet de Mercy era de 73 persones. Hi havia 32 famílies, de les quals 8 eren unipersonals (8 dones vivint soles i 8 dones vivint soles), 16 parelles sense fills i 8 parelles amb fills.
La població ha evolucionat segons el següent gràfic:
Habitants censats

### Habitatges
El 2007 hi havia 40 habitatges, 32 eren l'habitatge principal de la família, 4 eren segones residències i 4 estaven desocupats. Tots els 38 habitatges eren cases. Dels 32 habitatges principals, 28 estaven ocupats pels seus propietaris, 2 estaven llogats i ocupats pels llogaters i 2 estaven cedits a títol gratuït; 1 tenia una cambra, 1 en tenia dues, 2 en tenien tres, 4 en tenien quatre i 24 en tenien cinc o més. 23 habitatges disposaven pel capbaix d'una plaça de pàrquing. A 12 habitatges hi havia un automòbil i a 16 n'hi havia dos o més.

### Piràmide de població
La piràmide de població per edats i sexe el 2009 era:
| Homes | Edats   | Dones |
| ----- | ------- | ----- |
| 1     | 95 o +  | 0     |
| 0     | 90 a 94 | 1     |
| 0     | 85 a 89 | 1     |
| 0     | 80 a 84 | 0     |
| 1     | 75 a 79 | 1     |
| 4     | 70 a 74 | 3     |
| 3     | 65 a 69 | 3     |
| 3     | 60 a 64 | 1     |
| 1     | 55 a 59 | 4     |
| 1     | 50 a 54 | 1     |
| 4     | 45 a 49 | 1     |
| 2     | 40 a 44 | 3     |
| 5     | 35 a 39 | 2     |
| 2     | 30 a 34 | 2     |
| 1     | 25 a 29 | 2     |
| 4     | 20 a 24 | 1     |
| 2     | 15 a 19 | 3     |
| 1     | 10 a 14 | 1     |
| 2     | 5 a 9   | 3     |
| 3     | 0 a 4   | 1     |

## Economia
El 2007 la població en edat de treballar era de 45 persones, 32 eren actives i 13 eren inactives. De les 32 persones actives 31 estaven ocupades (18 homes i 13 dones) i 1 aturada (1 dona i 1 dona). De les 13 persones inactives 7 estaven jubilades, 4 estaven estudiant i 2 estaven classificades com a «altres inactius».
Activitats econòmiques
L'únic establiment que hi havia el 2007 era d'una empresa de serveis.
L'any 2000 a Mercy hi havia 7 explotacions agrícoles.

## Poblacions més properes
El següent diagrama mostra les poblacions més properes.